# Tapeinidium buniifolium
Tapeinidium buniifolium är en ormbunkeart som beskrevs av Kramer. Tapeinidium buniifolium ingår i släktet Tapeinidium och familjen Lindsaeaceae. Inga underarter finns listade.